# 寒竹
寒竹（学名：Chimonobambusa marmorea）为禾本科方竹属下的一个种。

## 扩展阅读
- 維基物種上的相關：寒竹